# ヌスラト・ファテー・アリー・ハーン
ヌスラト・ファテー・アリー・ハーン（نصرت فتح علی خان、Nusrat Fateh Ali Khan、 1948年10月13日 – 1997年8月16日) は世界的に著名なパキスタンのミュージシャンで、イスラム教神秘主義スーフィズムにおける儀礼音楽カッワーリーの歌い手である。日本ではヌスラット・ファテ・アリ・ハーンと表記されることが多い。
「Q誌の選ぶ歴史上最も偉大な100人のシンガー」において第56位。

## 生涯
ヌスラトは、卓越したカッワーリ演奏家であるウスタード・ファテー・アリー・ハーンを父として 1948 年にパキスタン・パンジャーブ州・ファイサラーバードに生まれた。 唯一の兄弟として兄のファッルーフ・ファテー・アリー・ハーンがおり同じくカッワーリー演奏家である。 伝統的にカッワーリーは家業として行われてきたものであり、アフガニスタンに起源をもつヌスラトの家族も過去600年にわたるカッワーリー演奏の伝統を引き継いでいた。 しかし、最初は父親はカッワーリーの音楽家が低い社会的地位に置かれていると感じていたため、ヌスラトにカッワーリーを引き継がせようとは思っておらず、より尊敬される道を選び医者となることを望んでいた。 だがヌスラトがカッワーリーの才能と興味を示したことによって父親は態度を和らげてヌスラトに対してカッワーリーの芸術の訓練を施し、またカヤール（喉を振るわせる独特の歌唱法）の伝統に基づいて歌を教えた。
ヌスラトが学生であった1964年に父ウスタード・ファテー・アリー・ハーンが死去したときもまだこの訓練は終わっておらず、訓練は父系の叔父ウスタード・ムバーラク・アリー・ハーンによって引き継がれた。 父の死後10日目に、ヌスラトは父が彼の元にやってきて彼の喉に触れながら歌を伝えた夢を見たという。 ヌスラトは歌いながら目覚め、この夢によって彼はカッワーリーを一生の仕事とすることを決めた。40日後の父親の葬式においてヌスラトは最初に聴衆の前で歌を披露した。 叔父の指導のもとでヌスラトは1965年に『ヌスラト・ファテー・アリー・ハーン・ムジャーヒド・ムバーラク・アリー・ハーン・アンド・パーティー』と呼ばれたグループのリーダーとなった。 「パーティー」とはグループをサポートするメンバーに対してカッワーリーで使われる用語である。
1965年3月にラジオ・パキスタンによる "Jashn-e-Baharan"（ジャシュネ・バハーラーン：「春の祭り」の意） という音楽祭においてヌスラトのカッワーリー・グループとしての最初の公開演奏が放送局スタジオで行われた。 ヌスラトがその技術を完成させて、多くのグループの中から抜きん出た現代カッワーリーを代表する存在と見なされるようになるまでにはそれからさらに数年を要した。 しかし、一旦そうなると、たちまちに20世紀を代表するカッワーリーの歌い手としての地位を確立し、ヌスラトの素晴らしい歌声とこの分野での完全に熟達した技能とによって、彼はパキスタンとインドにおける大スターとなった。 ヌスラトはウルドゥー語および母語であるパンジャーブ語とともにペルシャ語でも歌った。
叔父の死後、1971年にヌスラトはー族のカッワーリー・パーティーを引き継いだ。 パキスタンでの彼の最大のヒット作は『ハック・アリー・アリー』 (Haq Ali Ali) であり、これは伝統的なスタイルと楽器によって演奏され、わずかに用いられた革新的なヌスラトの即興が花を沿えていた。  ギネス・ブックによれば、ヌスラト・ファテー・アリー・ハーンはカッワーリーの分野において最も多くのアルバムをリリースした人物であり、その総数は125枚にのぼる。
ヌスラト・ファテー・アリー・ハーンは西洋の多数の聴衆の前で公演した南アジアで最初の歌手のひとりでもある。 ピーター・ガブリエルとの交友とともに、マーティン・スコセッシ監督の映画『最後の誘惑』のサウンドトラック『パッション』（1988年）を含むいくつかのアルバムやサウンドトラックに参加し、これらは西洋や日本での知名度を上げるのに役立った。2枚のリミックス・アルバム (『ナイト・ソング』1994年, 『スター・ライズ』1997年）がカナダのギタリストマイケル・ブルックによってプロデュースされており、1995年にはティム・ロビンス監督の映画『デッド・マン・ウォーキング』のサウンドトラックにおいてパール・ジャムのエディ・ヴェダーと共演している。 ピーター・ガブリエルのリアル・ワールド・レーベルからは5枚の伝統的な演奏のアルバムがリリースされている。 
日本においては、1987年に国立劇場で初来日公演を果して以来、1992年のウォーマッド横浜などでいくどかの公演を行った。 また、1996年には、福岡市に招かれ、第7回福岡アジア文化賞の芸術・文化賞を受賞した。
1997年、腎臓移植を受けるためにパキスタンからロサンゼルスへと向かう途中ロンドンにおいて倒れ、8月16日に48歳で死去した。 遺体はファイサラーバードへと送られ、参列した数千の人々が狂乱する中、葬儀と埋葬が行われた。

## 日本において販売された主なアルバム
- 1989年 『ショーハン・ショー』 ヴァージン・ジャパン (VJD-32226)
- 1991年 『情熱の炎』 ヴァージン・ジャパン (VJCP-30082)
- 1991年 『シュープリーム・コレクション』 コロムビア・ミュージック・エンタテインメント (COCY-6924)
- 1991年 『シャバズ』 ヴァージン・ジャパン (VJCP-30090)
- 1993年 『神秘詩集 Vol.1 — Devotional Songs』 ヴァージン・ジャパン (1985年録音, VJCP-28151)
- 1993年 『神秘詩集 Vol.2 — Love Songs』 ヴァージン・ジャパン (1985年録音, VJCP-28151)
- 1994年 『究極のパリ・コンサート 1』キング・インターナショナル (1985年オコラ製作, KKCC-5522)
- 1994年 『究極のパリ・コンサート 2』キング・インターナショナル (1985年オコラ製作, KKCC-5532)
- 1994年 『究極のパリ・コンサート 3, 4 & 5』キング・インターナショナル (1985年オコラ製作, 3 枚組, KKCC-5501/3)
- 1995年 『サンソン・キマイア』 コロムビア・ミュージック・エンタテインメント (COCY-78860)
- 1995年 『ナイト・ソング』 東芝EMI (マイケル・ブルック・プロデュースによるリミックス)
- 1997年 『スター・ライズ』 東芝EMI (マイケル・ブルック・プロデュースによるリミックス, VJCP-25345)
- 1997年 『カッワーリの王者』ヴァージン・ジャパン (VJCP-25358)
- 1999年 『スワン・ソング』 東芝EMI (2 枚組, TOCP-65198/9)
- 2000年 『ワールドミュージックコレクション ヌスラット・ファテ・アリ・ハーン』 バップ (DVD, インタビューを含む, VPBU-11028)
- 2000年 『法悦のカッワーリー (1)』 ビクター・エンタテインメント (1987年録音)

```
         1.NAMI-DANAM 16:18
         2.ALLAH ,UHAMMAD CHAR YAR 14:14
         3.DATA SAHAB DE DAWARE 12:56
         4.YADAN VICHHRI SAJAN DIYAN 16:24
```

- 2000年 『法悦のカッワーリー (2)』 ビクター・エンタテインメント (1987年録音)
- 2001年 『ファイナル・スタジオ・レコーディングス』 ソニー・レコード (2枚組, SRCS-2497/8)